# Agbachli (Fizouli)
Agbachli est un village de la région de Fizouli en Azerbaïdjan.

## Histoire
En 1993-2020, Agbachli était sous le contrôle des forces armées arméniennes. Le 17 octobre 2020, la région de Fizouli, y compris le village d'Agbachli a été rétrocédée à l'Azerbaïdjan.

## Géographie
Le village d'Agbachli de la région de Fizouli est situé dans la circonscription territoriale administrative Veysalli.